# St George’s, University of London
Die Medizinische Fakultät St George’s ist eine Medizinische Fakultät der Universität London. 2024 fusionierte St George’s mit der City, University of London. Der neue Name lautet City St George’s, University of London.
Die Fakultät wurde im Jahr 1733 gegründet und war nach Oxford die zweite Fakultät Großbritanniens, die Medizinstudenten ausbildete. Bis August 2005 nannte sie sich St George’s Hospital Medical School (SGHMS). Heute befindet sich St George’s im Stadtteil Tooting im Süden Londons.

## Klinische Ausbildung
Dem St George’s ist der gleichnamige St George’s Healthcare Trust des National Health Service angeschlossen, so dass die Medizinstudenten früh die Möglichkeit erhalten, klinisch zu arbeiten. Zu diesem Zweck bestehen außerdem Kooperationen mit verschiedenen Lehrkrankenhäusern in und um London, zum Beispiel mit dem Epsom Hospital.

## Zahlen zu den Studierenden
Im Studienjahr 2022/2023 nannten sich von den 3.920 Studenten der St George’s University of London 2.615 weiblich (66,7 %) und 1.300 männlich (33,2 %). 2019/2020 waren es 4.330 Studierende gewesen.